# الظبة (عبس)

تعديل مصدري - تعديل

الظبة هي إحدى قرى عزلة بني حسن بمديرية عبس التابعة لمحافظة حجة، بلغ تعداد سكانها 204 نسمة حسب تعداد اليمن لعام 2004.